# 布萊克斯通 (麻薩諸塞州)
布萊克斯通（英語：Blackstone）是一個位於美國麻薩諸塞州烏斯特縣的鎮。

## 人口
根據2020年美國人口普查的數據，布萊克斯通的面積為115.50平方千米，當中陸地面積為114.80平方千米，而水域面積為0.70平方千米。當地共有人口9208人，而人口密度為每平方千米80人。